# Gwisin-i sanda
Gwisin-i sanda (귀신이 산다?), noto anche con il titolo internazionale Ghost House, è un film del 2004 diretto da Kim Sang-jin.

## Trama
Dopo avere acquistato a un prezzo estremamente vantaggioso una meravigliosa villetta, il giovane Pil-gi scopre che in realtà l'abitazione è infestata da un fantasma, la vendicativa Yeon-hwa. Da un lato lo spirito cerca di cacciare in tutti i modi Pil-gi, dall'altro l'uomo non ha il benché minimo desiderio di andarsene.

## Distribuzione
In Corea del Sud la pellicola è stata distribuita dalla Cinema Service, a partire dal 17 settembre 2004.